# Västragylet
Västragylet är en sjö i Karlshamns kommun i Blekinge och ingår i Mieåns huvudavrinningsområde. Västragylet ligger i Ire Natura 2000-område.